# Cal Rafel (Ulldemolins)
Cal Rafel és una obra d'Ulldemolins (Priorat) inclosa a l'Inventari del Patrimoni Arquitectònic de Catalunya.

## Descripció
Edificació de planta baixa i pis, bastida de paredat i arrebossat. El punt més interessant el constitueix la portalada, feta de carreus sobresortits.

## Història
Símbol d'una certa puixança econòmica durant el renaixement, tal com ho palesa la construcció d'ermites i el mateix temple parroquial, a Ulldemolins apareixen algunes portalades interessants i tipològicament infreqüents a la comarca, encara que se'n trobin també a Cornudella. Al mateix poble hom en pot trobar encara algunes restes en alguna altra casa enrunada per la Guerra Civil. Aquesta és, però, la més sencera. L'addició d'elements posteriors a la façana desvirtua el valor global de l'edificació.